# Marcel Jacob
Pour les articles homonymes, voir Jacob (homonymie).
Marcel Jacob, né le 30 janvier 1964 à Stockholm et mort par suicide le 21 juillet 2009 à Kristineberg, est un musicien suédois. Il fut le bassiste d'Yngwie Malmsteen puis fonda Talisman en compagnie de Jeff Scott Soto.

## Discographie

### Europe
- Wings of Tomorrow (1984) (composition)

### Talisman
- Talisman (en) (1990)
- Genesis (en) (1993)
- Humanimal (en) (1994)
- Humanimal Part II (1994)
- Five out of Five (Live in Japan) (en) (1994)
- Life (en) (1995)
- BESTerious (compilation) (1996)
- Best of… (compilation, different from above) (1996)
- Truth (en) (1998)
- Live at Sweden Rock Festival (en) (2001)
- Cats and Dogs (en) (2003)
- Five Men Live (en) (2005)
- 7 (en) (2006)

### W.E.T.
- W.E.T. (2009)

### Last Autumn's Dream
- II (2005)
- Winter in Paradise (2006)
- Saturn Skyline (2007)
- Impressions: The Very Best of LAD (2007)
- Hunting Shadows (2007)
- Live in Germany 2007 (2008)
- Impressions: The Very Best of LAD (2008)
- Dreamcatcher (en) (2009)
- A Touch of Heaven (2010)

### Human Clay
- Human Clay (1996)
- u4ia (1997)
- Closing The Book (remaster) (2005)

### Yngwie J. Malmsteen
powerhouse demos (1978)
- Marching Out (1985)
- The Yngwie Malmsteen Collection (1991)
- Inspiration (en) (1996)
- Birth of the Sun (2002), enregistré en 1980

### John Norum
- Total Control (1987)
- Live in Stockholm (en) - Maxi-single (1990)

### Humanimal
- Humanimal (2002)
- Find My Way Home E.P. (2002)

### Divers
- Eyes - Eyes (1990)
- Bai Bang - Cop to Con (1991)
- Lion Share - Nothing's Free (1991)
- Thomas Vikstrom - If I Could Fly (1993)
- Billionaires Boys Club - Something Wicked Comes (1993)
- The Johansson Brothers - The Johansson Brothers (1994)
- Misery Loves Co. - Misery Loves Co. (1995)
- Meldrum - Loaded Mental Cannon (en) (2001)
- Richard Andersson Space Odyssey - Embrace The Galaxy (2003)
- Tommy Denander - Radioactive: Oh yeah! (2003)
- Jim Jidhed - Full Circle (2003)
- Edge of Forever - Feeding the Fire (2004)
- Deacon Street Project - Deacon Street Project (2004)
- Bai Bang - The Best Of (2005)
- Sha Boom - The Race Is On (2005)
- Various Artists - United: Where Is The Fire DVD (2005)
- Locomotive Breath - Change of Track (2006)
- Speedy Gonzales - Electric Stalker (2006)
- The Poodles - Metal Will Stand Tall (en) (Co-wrote "Kingdom of Heaven" with Jake Samuel) (2006)
- Impulsia - Expressions (2009)

### Production
- Edge of Forever - Feeding the Fire (2004)